# Christy Carlson Romano
Christy Carlson Romano, właściwie Christy Michelle Romano (ur. 20 marca 1984 w Milford) – amerykańska piosenkarka i aktorka. Wystąpiła w roli Ren Stevens w sitcomie Disney Channel Świat nonsensów u Stevensów (2000−2003). W serialu animowanym Disneya Kim Kolwiek dubbingowała tytułową bohaterkę.

## Życiorys
Urodziła się w Milford w stanie Connecticut, jako najmłodsze z czworga dzieci Sharon (z domu Carlson) i Anthony’ego Romano. Jej ojciec jest pochodzenia włoskiego, a matka ma korzenie niemieckie, norweskie i szwedzkie. Ma dwie starsze siostry - Marcellę i Jennifer oraz jednego starszego brata Anthony’ego, Juniora. Uczęszczała do Orange Ave Elementary School. Później chodziła do katolickiej szkoły St. Joseph High School w Trumbull w Connecticut. Kiedy była dzieckiem, wyjechała do Atlanty w Georgii. W 2001 ukończyła New York Professional Children’s School. 

## Kariera
Karierę rozpoczęła w wieku sześciu lat, kiedy wystąpiła w kilku krajowych trasach koncertowych w musicalach: Annie, The Will Rogers Follies u boku Keitha Carradine i Dźwięki muzyki z Marie Osmond. W 1998 zadebiutowała na Broadwayu w musicalu Parade w roli Mary Phagan. W 1999 na Off-Broadwayu wystąpiła jako Jo Jensen w spektaklu Stars in Your Eyes. 
W 2002 rozpoczęła swoją pracę w Disney Channel. Jej debiutem na małym ekranie był występ jako Erica w operze mydlanej stacji NBC Guiding Light (1999). W latach 2000−2003 grała w sitcomie Disney Channel Świat nonsensów u Stevensów. Później wraz z Hilary Duff zagrała w filmie Kadet Kelly, gdzie wcieliła się w rolę zaborczej Jennifer. Po tym filmie Christy rozpoczęła dubbingowanie Kim Kolwiek, bohaterki popularnego serialu Disney Channel. Zdubbingowała także Yuffie Kirasagi w angielskiej wersji gry Final Fantasy VII Advent Children oraz Kingdom Hearts. 17 lutego 2004 Romano wyjechała w 31-tygodniową broadwayowską trasę z przedstawieniem Piękna i Bestia, gdzie zastąpiła Megan McGinnis w roli Belli.